# Донна Тартт
Донна Луїза Тартт (англ. Donna Louise Tartt; нар. 23 грудня 1963, Грінвуд) — сучасна американська письменниця та авторка романів «Таємна історія» (1992), «Маленький друг» (2002), «Щиголь» (2013). У 2003 році Тартт отримала літературну премію WH Smith Literary Award за роман «Маленький друг» і Пулітцерівську премію за роман «Щиголь» у 2014 році. Донна Тартт увійшла до списку Time 100: 100 найвпливовіших людей 2014 року.

## Біографія

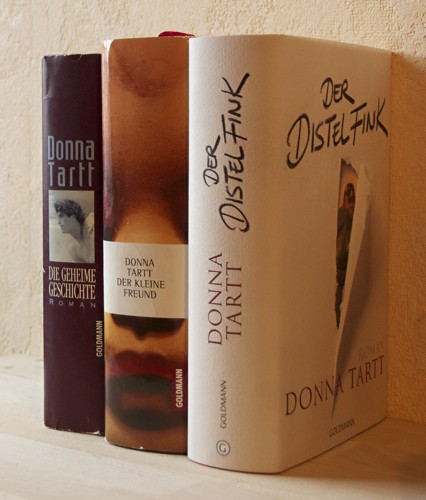
Німецькі видання книжок Донни Тартт

Донна Тартт народилася в місті Грінвуд, Міссісіпі, і виросла неподалік у місті Гренада. У 1981 році вона вступила до Університету Міссісіпі. Після того, як вона надіслала свої короткі історії в студентську газету «The Daily Mississippian», її помітив Віллі Морріс. Він рекомендує її Баррі Ханна, який приймає Тартт на свій курс літературної творчості. У 1982 році Тартт переводиться до Беннінгтонського коледжу.

## Романи
- «Таємна історія» (англ. The Secret History) (1992)
- «Маленький друг» (англ. The Little Friend) (2002)
- «Щиголь» (англ. The Goldfinch) (2013)

## Нагороди
- WH Smith Literary Award за роман «Маленький друг» у 2003 році[7]
- Пулітцерівська премія за роман «Щиголь» у 2014 році[8]
- Медаль Ендрю Карнегі за роман «Щиголь» у 2014 році[9]

## Переклади українською
- Тартт Донна. Щиголь / пер. з англ. В. Шовкуна. Харків : КСД, 2016. 816 с. ISBN 978-617-12-0838-4
- Тартт Донна. Таємна історія / пер. з англ. Б. Стасюка. Харків : КСД, 2017. 564 с. ISBN 978-617-12-4121-3
- Тартт Донна. Маленький друг/ пер. з англ. Володимир Куча. Харків:КСД, 2024. 634 с. ISBN 978-617-14-15-0711-1